# Federico Cervi
Federico Cervi (* 9. července 1961 Brescia, Itálie) je bývalý italský sportovní šermíř, který se specializoval na šerm fleretem. Itálii reprezentoval v osmdesátých a devadesátých letech. Na olympijských hrách startoval v roce 1980 jako jediný italský fleretista a v roce 1988 v soutěži družstev. V roce 1982 a 1987 obsadil třetí místo na mistrovství světa v soutěži jednotlivců. S italským družstvem fleretistů vybojoval třikrát titul mistrů světa v letech 1985, 1986, 1990.